# Münsterschwarzach
Münsterschwarzach ist ein Gemeindeteil des Marktes Schwarzach am Main im unterfränkischen Landkreis Kitzingen in Bayern. Münsterschwarzach war bis zum Zusammenschluss mit fünf weiteren Orten in den 1970er Jahren eine selbstständige Gemeinde. Die Geschichte des Ortes ist eng mit dem hier befindlichen Kloster verbunden, das bereits im 8. Jahrhundert entstand. Seit der Neugründung der Abtei Münsterschwarzach im Jahr 1913/1914 bildet das Benediktinerkloster wieder den Mittelpunkt des Ortes.
Das Kloster, das eines der bedeutendsten in Deutschland ist, prägt das kleine Dorf in nahezu allen Bereichen. Im Kloster ist heute mit dem Egbert-Gymnasium die wichtigste Bildungsinstitution der Gemeinde Schwarzach am Main untergebracht. Kunsthistorisch bedeutsam ist die Klosterkirche der Abtei, die zu den emblematischen Sehenswürdigkeiten des Landkreises Kitzingen gehört. Über das Kloster und seine Einrichtungen entwickelte sich in Münsterschwarzach auch der Tourismus, der vor allem den Ausflugsfremdenverkehr umfasst.

## Geografische Lage

### Geografie und naturräumliche Lage
Münsterschwarzach liegt im Zentrum des Schwarzacher Gemeindegebietes. Weiter im Norden liegt Gerlachshausen, südlich schließt sich Stadtschwarzach an. Die drei Orte bilden als zusammenhängende Siedlungsfläche das Zentrum der Gemeinde, das sich als breiter Streifen parallel zum Mainufer zieht. Weiter im Osten liegt Düllstadt, das ebenfalls zur Gemeinde Schwarzach am Main gehört. Im Osten, auf der rechten Mainseite, liegt Schwarzenau.
Nächstgelegene, größere Städte sind Volkach, mit einer Distanz von etwa 7 Kilometern, und Kitzingen, das ungefähr 9 Kilometer entfernt ist. Die nächste Großstadt ist das etwa 22 Kilometer entfernte Würzburg.
Naturräumlich liegt Münsterschwarzach in der sogenannten Schwarzacher Talweitung (auch Schwarzacher Becken). Der Abschnitt des Mittleren Maintals ist Teil der Mainfränkischen Platten und zeichnet sich durch seine direkt an den Main anschließenden flachen Abschnitte aus. Hier münden drei Bäche mit ursprünglich nahezu gleicher Schüttung im Abstand von nur etwa 250 m in den Main, die flache Schwemmfächer vor sich her schieben. Die Talweitung ist auch wegen ihrer fruchtbaren Böden dicht besiedelt.
Der Ortsteil liegt in der Maingauklimazone, die zu den trockensten und wärmsten Klimazonen in Deutschland zählt. Das erklärt auch den Weinbau in der Umgebung, der heute allerdings für Münsterschwarzach keine Rolle mehr spielt. Geologisch überwiegen auf der Ostseite des Maines bereits Keupergesteine, die eigentlich besonders typisch für das sogenannte Steigerwaldvorland weiter östlich sind. Daneben ragen auch Flugsandgebiete mit Dünenbildung in die Gemarkung. 
Hydrologisch wird Münsterschwarzach vom Fluss Main dominiert, wenn auch der Strom historisch keine große Rolle für das Dorf spielte. Bedeutender waren die kleineren Mainzuflüsse Schwarzach und Silberbach, sowie dem Schwarzachzufluss Castellbach. Das Kloster Münsterschwarzach machte sich die Wasserkraft der ehemals drei gleich großen Bäche früh zunutze: Seit dem 12./13. Jahrhundert wird das Wasser des Castellbachs in die Schwarzach geleitet, um so die Mühle des Klosters anzutreiben.

### Ortsgliederung

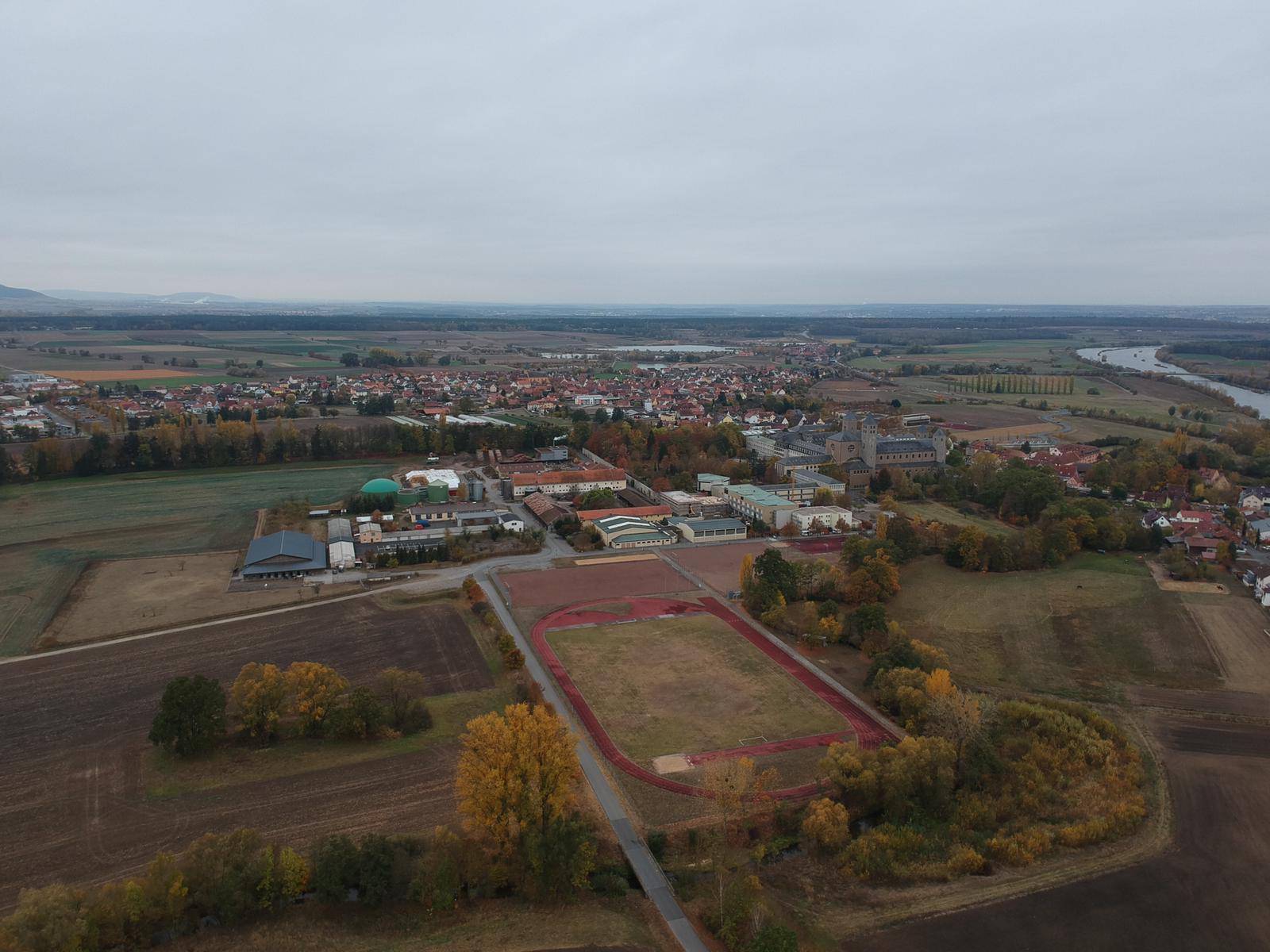
Das Klostergelände von Nordosten, das Dorf beginnt westlich der Klosterkirche

Die Gemarkung von Münsterschwarzach nimmt eine Fläche von 0,83 km² ein, was sie zur kleinsten Gebietseinheit der Gemeinde macht. Dabei bildet der Ort das historische Zentrum der Umgegend und wird noch heute vom großen Klostergelände dominiert, das bereits im 8. Jahrhundert an dieser Stelle entstand. Das Gelände der Abtei besitzt sein Zentrum in der Klosterkirche und der umgebenden Konventsgebäude. Daneben sind hier ein Gymnasium mit eigenen Sportanlagen (nordöstlich der Kirche) und zugeordnete Wirtschaftsbetriebe mit einem Kraftwerk (im Südosten) untergebracht.
Das eigentliche Dorf Münsterschwarzach nimmt nur einen Bruchteil des Klosterbezirks ein. Es reiht sich entlang der Schweinfurter Straße weiter westlich der Abtei auf und besteht weitgehend aus Wohnbauten. Die zentralen, dörflichen Einrichtungen wie Friedhof oder Sportplatz fehlen und werden von den anderen Schwarzacher Ortsteilen zur Verfügung gestellt. Ackerflächen sind lediglich im Osten des Klosters zu finden und nehmen nur einen kleinen Teil der schmalen Gemarkung ein.
Lange Zeit endete die Gemarkung Münsterschwarzachs am Schwarzachbach, weiter nördlich begann das Gebiet von Gerlachshausen, an das sich (die Gemeinde) Münsterschwarzach politisch eng anlehnte. Im 19. und 20. Jahrhundert, insbesondere nach der Gemeindegebietsreform, wuchs die Siedlung über den Bach hinweg. Die Wohnsiedlungen von Gerlachshausen und Münsterschwarzach sind heute zusammengewachsen. So bildet der Ziegelhüttenweg die, auf beiden Seiten bebaute, Gemarkungsgrenze. Die geraden Hausnummern zählen nach Gerlachshausen, während die ungeraden zur Gemarkung Münsterschwarzach gehören. Ebenso teilen sich beide Ortsteile die Garten- und die Sonnenstraße.

## Geschichte
Die Geschichte des Dorfes Münsterschwarzach ist eng mit der des gleichnamigen Klosters verbunden, das jahrhundertelang den Hauptgrund für die Besiedlung dieses Ortes darstellte. Die Bewohner von Münsterschwarzach lebten immer in wirtschaftlicher und politischer Abhängigkeit vom Konvent.

### Vor- und Frühgeschichte
Anders als in den meisten anderen Gemarkungen der Gemeinde Schwarzach am Main wurden um Münsterschwarzach nur wenige vorgeschichtliche Funde gemacht. Insbesondere in Schwarzenau, auf der gegenüberliegenden Mainseite, konnte eine Siedlungskontinuität bis in die Jungsteinzeit nachgewiesen werden. Die Urnenfelderzeit ist mit mehreren Funden um Hörblach vertreten. Aus der älteren Eisenzeit haben sich wiederum um Schwarzenau Trennwandschalen der Hallstattmenschen aus der Zeit zwischen 800 und 500 vor Christus erhalten. In der Folgezeit erreichten keltische Stämme das Gebiet.
Anschließend war das Becken von Alemannen besiedelt, die bis um 260 nach Christus verschwanden. Sie machten den Burgunden Platz, die bis ins 4. Jahrhundert zwischen Main und Schwarzach siedelten. Diese germanischen Stammesverbände etablierten auch den Namen Schwarzach für das Fließgewässer im Zentrum der Talweitung. Ab dem 6. Jahrhundert begannen fränkische Stämme von Westen kommend in das Gebiet vorzustoßen und verdrängten die etablierte Bevölkerung langsam. 
In der angrenzenden Gemarkung Gerlachshausen fanden sich außerdem fränkische Reihengräber, die vielleicht in die Zeit der merowingischen Landnahme im 6. Jahrhundert verweisen. Die Franken brachten das Christentum an den Main mit und etablierten erste Verwaltungsgrenzen, die sogenannten Gaue. Das spätere Münsterschwarzach lag südlich des Grenzflusses Schwarzachbach und war damit Teil des Iffgaus, der zwischen Main und Steigerwald entstand.
Mit der Gründung des Frauenklosters Münsterschwarzach, wahrscheinlich in der Mitte des 8. Jahrhunderts, trat auch die Gemarkung Münsterschwarzach durch archäologische Funde hervor. Unklar ist, ob bereits zu diesem frühen Zeitpunkt Menschen um das Kloster siedelten. Die Konzentration von hochadeligen Frauen macht allerdings eine Versorgungssiedlung wahrscheinlich. Büll vermutet eine Siedlungskontinuität seit karolingischer Zeit. In Anspielung auf die Lage dieser Vorgängersiedlung des heutigen Münsterschwarzach wurde sie Siedlung am Mohli bzw. am Mannlehen genannt. → siehe auch: Siedlung am Mohli

### Mittelalter und Neuzeit
Erst im Spätmittelalter trat eine dem Kloster zugeordnete Siedlung in den Quellen als eigenständiger Ort hervor. Siedlung am Mohli war lediglich ein Hilfsname für die ausgegrabenen Funde im Südwesten des heutigen Klosters. Eventuell gab man die Siedlung am Mohli auf, weil die andauernden Hochwasser des Mains blühendes Gemeindeleben unmöglich machte. Vielleicht spielte in diesem Zusammenhang auch die planmäßige Anlage des weiter südlich gelegenen Stadtschwarzach eine Rolle, das nun die Klosterbediensteten aufnehmen konnte.
Erstmals urkundlich erwähnt wurde das Dorf Schwarzach in einer Urkunde von 1326. Der Würzburger Bischof Wolfram von Grumbach übergab damals die „Besitzungen und Herbergen vor dem Kloster bis zum Silberbach“ an die Benediktinerabtei. Die wohl aus wenigen Häusern bestehende Siedlung gruppierte sich um einen Gasthof, in dem die weniger hochgestellten Gäste des Klosters abstiegen. Bereits 1348 verlor der Ort seine Selbstständigkeit und wurde nun bis ins 19. Jahrhundert Teil der Gemeinde Gerlachshausen.

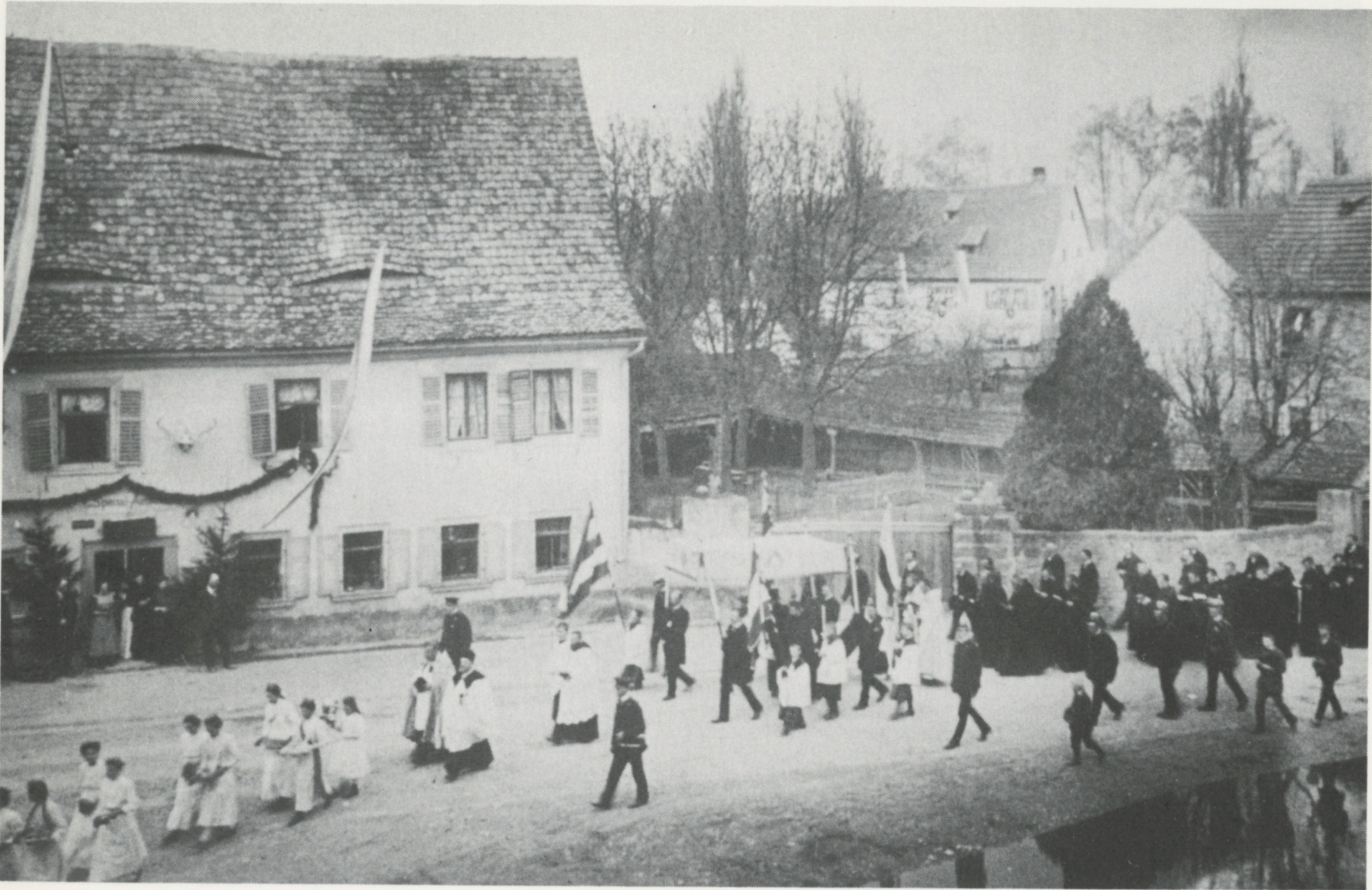
Der Einzug der Mönche in das Kloster Münsterschwarzach 1914

Im Jahr 1478 wurde der Vorgänger des heute noch bestehenden Gasthofes „Zum Benediktiner“ erstmals urkundlich erwähnt. Daneben bestanden, wohl bereits seit dem 13. Jahrhundert, insgesamt drei Mühlenbetriebe im Ort, die um zwei Klostermühlen ergänzt wurden. Alle fünf Mühlen waren am Unterlauf der auf den Main zustrebenden Bäche zu finden. Nach 1525 entstand in den Mainauen außerdem eine Ziegelei. Hier wurden die Ziegeln für die Bauten der Abtei gebrannt. Der heutige Ziegelhüttenweg erinnert an diese Institution.
Die Nähe zur Abtei prägte die Geschichte des Dorfes immer wieder entscheidend mit. So profitierten die Münsterschwarzacher von der Auflösung des Klosters durch die Säkularisation, weil ihnen Klostergüter zuerkannt wurden. Außerdem konnten die Bewohner des Ortes die Steine aus den verfallenden Klostergebäuden, allen voran der Neumannbasilika, nutzen, um die Straßen der Umgebung mit ihnen zu pflastern. 1864 erhielt Münsterschwarzach schließlich eine eigene Gemarkung und wurde politisch von Gerlachshausen getrennt. Die Beziehungen zum Nachbarort sind jedoch auch heute noch eng.
Die Wiedergründung der Abtei im Ort zu Beginn des 20. Jahrhunderts wurde nicht von der gesamten Bevölkerung begrüßt. 1914 zogen die Mönche allerdings unter großer Beteiligung der Bevölkerung in die verlassenen Klostergebäude ein. In der Folgezeit entwickelte sich eine enge Verbindung zwischen Gemeinde und Abtei. So protestierte die Bevölkerung 1941 erfolglos, um die Auflösung des Klosters durch die Nationalsozialisten zu verhindern. Im Zweiten Weltkrieg verlor die Gemeinde Münsterschwarzach 18 Männer, 13 wurden vermisst. 1973 verlor Münsterschwarzach seine Unabhängigkeit und wurde in die Gemeinde Schwarzach am Main eingemeindet.

### Ortsname
Der Ortsname verweist auf die Geschichte des Ortes und seine Lage. Kloster und Klosterdorf trugen jahrhundertelang denselben Namen, der häufigen Änderungen unterworfen war. Dabei ist bemerkenswert, dass lange Zeit beide lediglich nach dem Klosterbach „Schwarzach“ (bzw. Latein Suarzaha, Suarza) genannt wurden. Zur Unterscheidung vom Kloster selbst, setzte sich im Laufe der Frühen Neuzeit die Bezeichnung Klosterschwarzach durch, die insbesondere gegenüber der nahen Stadt Schwarzach gebraucht wurde.
Der heutige Name Münsterschwarzach entstand für das Dorf erst im 15. Jahrhundert und setzte sich gegenüber konkurrierenden Bezeichnungen nur langsam durch. Wieder wollte man für die benachbarte Stadt gleichen Namens unterscheidbar sein. Das Präfix Münster- verweist dabei auf die klösterliche Tradition und das Lehnwort Monasterium, für Kloster. Im Suffix -ach steckt das althochdeutsche -aha, das auf „fließendes Wasser“ hinweist. Der Wortteil Schwarz- gibt Hinweise auf eine dunkle Einfärbung des Wassers (vgl. Stadelschwarzach, Schwarzenau). Die Bewohner von Münsterschwarzach werden aufgrund der Lage des Klosters von den Orten der Umgebung mit dem Spottnamen „Klosterer“ bzw. „Klosterheizerer“ belegt.

### Verwaltung und Gerichte
| Die folgenden Verwaltungseinheiten waren Münsterschwarzach übergeordnet. - bis 1803: Kloster Münsterschwarzach im Hochstift Würzburg - bis 1864: Teil der Gemeinde Gerlachshausen im Landgericht Dettelbach, ab 1862 Bezirksamt Volkach - bis 1879: Bezirksamt Volkach in Unterfranken - bis 1973: Bezirksamt Kitzingen, ab 1939 Landkreis Kitzingen in Unterfranken - ab 1973: Ortsteil der Gemeinde Schwarzach am Main, Landkreis Kitzingen | Gerichtlich unterstand Münsterschwarzach folgenden Instanzen. - bis 1803: Zentgericht Stadtschwarzach im Hochstift Würzburg - bis 1862: Landgericht älterer Ordnung Dettelbach - bis 1879: Landgericht Dettelbach - bis 1943: Amtsgericht Dettelbach im Landgerichtsbezirk Würzburg - ab 1943: Amtsgericht Kitzingen im Landgerichtsbezirk Würzburg |

### Wappen
| | Blasonierung: „In Silber über drei gesenkten, schmalen, blauen Wellenbalken eine durchgehende rote Brücke mit zwei Bogen, darüber schwebend der Großbuchstabe M.“ |
| Wappenbegründung: Das schwebende „M“ verweist auf die Bedeutung des Klosters (lat. Monasterium) Münsterschwarzach für die Geschichte des Ortes. Die Brücke ist dagegen ein Hinweis auf den Mainübergang, der seit 1890 Münsterschwarzach mit dem auf der anderen Mainseite liegenden Schwarzenau verband. Die Wellenlinien symbolisieren den Mainfluss. | |

## Politik

### Vom Bürgermeister zum Ortssprecher
Lediglich zwischen 1864 und 1973 besaß Münsterschwarzach einen eigenen Bürgermeister. Oftmals stellte die Familie Kieser den Bürgermeister. So stand zwischen 1907 und 1933 Karl Kieser (1874–1955) der Gemeinde vor. Letzter amtierender Bürgermeister vor der Gemeindegebietsreform war Karl-Josef Kieser, der auch den Gasthof Zum Benediktiner führte. Heute wird für den eingemeindeten Ortsteil lediglich noch ein Ortssprecher ernannt, wenn kein Vertreter aus Münsterschwarzach in den Gemeinderat gewählt wird. Die Nähe zum Kloster schlägt sich in Münsterschwarzach auch in der Vertretung des Gemeindeteils im Schwarzacher Rathaus nieder. Neben einem Gemeinderat der CSU, stellt auch die Abtei einen Vertreter.

### Einwohnerentwicklung
In der ersten Hälfte des 19. Jahrhunderts lebten im heutigen Münsterschwarzach um 230 Personen. Diese geringe Personenanzahl war kaum Schwankungen unterworfen, sondern passte sich der allgemeinen konjunkturellen Entwicklung an. 1890 war mit 189 Personen ein Tiefststand erreicht. Allerdings erholten sich die Zahlen bis 1910 wieder und stiegen auf 240 Einwohner. Erst mit der Wiedergründung des Klosters Münsterschwarzach nach 1913 setzte ein rasantes Bevölkerungswachstum ein.
Bereits 1919, zwei Jahre nach der Gründung lebten im späteren Münsterschwarzach knapp 350 Personen. Ein Großteil der neuen Einwohner rekrutierten sich aus den Mönchen bzw. Brüdern im Kloster. Da die geistliche Institution weiter wuchs, lebten in Münsterschwarzach unmittelbar vor dem Zweiten Weltkrieg bereits 515 Menschen. Durch die Flüchtlingsbewegungen, die der Weltkrieg auslöste, wuchs die Zahl weiter und so überflügelte Münsterschwarzach in der Nachkriegszeit sogar das benachbarte Stadtschwarzach. 1970 erlebte die Gemeinde mit 866 Einwohnern den bisherigen Höchststand.
| Jahr | Einwohner | Jahr | Einwohner | Jahr | Einwohner |
| ---- | --------- | ---- | --------- | ---- | --------- |
| 1840 | 233       | 1910 | 240       | 1952 | 804       |
| 1861 | 232       | 1919 | 346       | 1961 | 837       |
| 1890 | 189       | 1939 | 515       | 1970 | 866       |
| 1900 | 203       | 1946 | 674       | 1987 | 828       |

## Kultur und Sehenswürdigkeiten

### Baudenkmäler

#### Klosterkirche

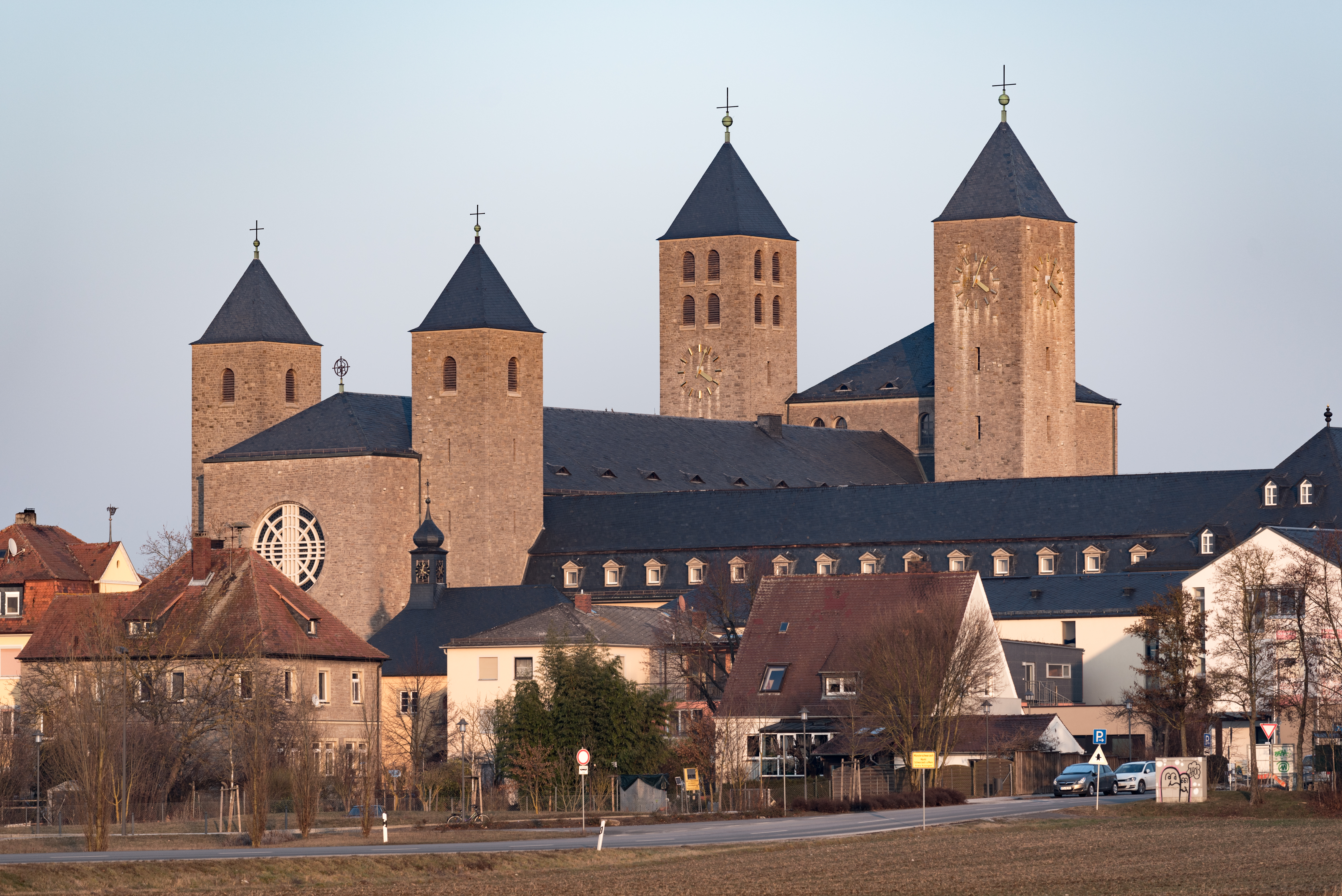
Die Klosterkirche in Münsterschwarzach

Den Mittelpunkt des Klosters bildet noch heute die Klosterkirche. Sie überragt mit ihren vier charakteristischen Türmen das Dorf und bildet eine der emblematischen Sehenswürdigkeiten des Kitzinger Landes. Die heutige Klosterkirche ist bereits das vierte Gotteshaus an dieser Stelle. Zunächst erbauten die Nonnen des Frauenklosters Münsterschwarzach eine Kirche im karolingischen Stil. 1023 entstand dann die romanische Klosterkirche, die bis ins 18. Jahrhundert Bestand haben sollte. Balthasar Neumann war schließlich der Erbauer der barocken Klosterkirche, die im Zuge der Säkularisation der Abtei im 19. Jahrhundert verschwand.
Mit der Wiederbesiedlung der Abtei im Jahr 1913 wuchs der Wunsch, ein neues Gotteshaus an der Stelle der Vorgängerbauten zu errichten. Nach einem Architekturwettbewerb erhielt Albert Boßlet 1935 den Zuschlag. Boßlet errichtete bis 1938 eine Kirche, die sich als Mischtypus von mittelalterlicher Basilika und barocker Wandpfeilerkirche präsentiert und damit auf die lange Tradition des Kirchenbaus in der Abtei eingeht. Betreten wird das Areal durch eine breite Freitreppe, die zur Fassade mit einem großen Rundfenster überleitet.
Im Inneren präsentiert sich die Ausstattung des Gotteshauses als sehr differenziert. Der Hochaltar geht auf einen Entwurf des Architekten Boßlet zurück, während die Nebenaltäre insgesamt drei Werkgruppen zugeordnet werden können. Bis in die 1980er Jahre vervollständigte man die Ausstattung. Besonders bemerkenswert ist die große Orgel der Bauzeit. Sie entstand im Chor, präsentiert sich allerdings aufgrund ihrer Größe als Hauptorgel mit 4338 Pfeifen.

#### Weitere Klosterbauten
Das ausgedehnte Klostergelände im Osten von Münsterschwarzach beinhaltet mehrere, historische Baulichkeiten, daneben wurde das gesamte Areal vom Bayerischen Landesamt für Denkmalpflege als Bodendenkmal klassifiziert. Ältestes, erhaltenes Gebäude ist das sogenannte Torhaus ganz im Westen des Klostergeländes. Es geht auf den Wiederaufbau der Abtei nach dem Dreißigjährigen Krieg zurück. 1913 wurde zunächst nur das Torhaus von den Mönchen bezogen. Es handelt sich um einen schlichten Walmdachbau mit einem Dachreiter auf der Nordseite.
Die baugeschichtliche Entwicklung des Klosters ist vor allem an den noch erhaltenen Baulichkeiten für den Konvent ablesbar. Als letzter Überrest der Bautätigkeit im Barock kann der 1696/1697 geschaffene, sogenannte Altbau von Valentino Pezzani gelten. Nach dem Abriss vieler Gebäude im 19. Jahrhundert, ergänzte man die Baulichkeiten nach der Wiederbesiedlung Stück für Stück, sodass ein quadratischer Innenhof im Süden der Kirche entstand. Der West- und der Südbau gehen auf Adalbert Modler zurück, der Ostbau entstand 1951 durch den Architekten Georg Herdel. Alle Gebäude sind dreigeschossig und gruppieren sich um eine historische Brunnenanlage.
Im 18. Jahrhundert errichtete man neben den Baulichkeiten für den Konvent auch die sogenannte Klostermühle neu. Hierzu beauftragten die Mönche den Baumeister Balthasar Neumann. Schließlich entstand ein langgestreckter Mansarddachbau mit reicher Verzierung. Die Mühle überstand die Säkularisation des Klosters nur, weil sie 1828 in eine der ersten Papierfabriken Deutschlands umgewandelt wurde. Im Zuge der Wiederbesiedlung der Abtei wurde die Klostermühle zu einem Wohnbau für die Mönche umgestaltet.

#### Schwarzachbrücke
Die Brücke über die Schwarzach, die jahrhundertelang in der Gemarkung von Gerlachshausen lag, bildet heute den Übergang zwischen dem Münsterschwarzacher „Altort“ und den Neubaugebieten des 20. Jahrhunderts. Um 1680 entstand die heutige Brücke, deren Vorgängerbau ursprünglich aus Holz geschaffen war. In den folgenden Jahrhunderten erfolgten immer wieder Um- und Anbauten. So entfernte man erst 1921 die hölzerne Überdachung des Brückenbaus.
In den 1980er Jahren bedrohte ein geplanter Neubau den historischen Bestand der Brücke. Erst eine Bürgerinitiative, die sich für die Erhaltung der alten Brücke einsetzte, stoppte das Vorhaben das historische Bauwerk durch eine Stahlbetonkonstruktion zu ersetzen. Die Brücke selbst besteht aus vier Jochen. Sie wurde dreibogig errichtet und schließt am Rande mit mächtigen Sandsteinquadern ab. Zwei Kleindenkmäler fanden am bzw. auf der Brücke Aufstellung.

#### Privathäuser und Kleindenkmäler
Nur noch wenige Baudenkmäler haben sich im alten Ortskern von Münsterschwarzach erhalten. Einziges Gebäude ist das Gasthof Zum Benediktiner an der Schweinfurter Straße 31 und 33, direkt gegenüber dem Klosterareal. Erstmals erwähnt wurde das Haus bereits im Jahr 1478. Der heutige Bau entstand erst im 17. Jahrhundert. Das Haus präsentiert sich als schlichter Satteldachbau mit Fachwerkobergeschoss. Eine Besonderheit ist das verbretterte Giebelgeschoss. 1978 brachte man am Haus ein neues Wirtshausschild an, das mit den beiden Krummstäben auf die Abtei hinweist.
Als katholisch geprägtes, fränkisches Dorf haben sich auch in Münsterschwarzach mehrere Bildstöcke und Kleindenkmäler als Zeichen der Volksfrömmigkeit vergangener Jahrhunderte erhalten. Der älteste Bildstock, der Kreuzigungsbildstock vor der Abtei, wurde bereits 1475 aufgestellt. Neben einer Kreuzigungsszene verewigte sich der damals amtierende Abt Martin auf dem Stock. Jünger ist der Aufsatz des sogenannten Christoffelbildstockes, der an der einen Seite der Schwarzachbrücke Aufstellung fand. Sein Pendant ist eine Figur der Immaculata aus Sandstein aus dem 18. Jahrhundert.

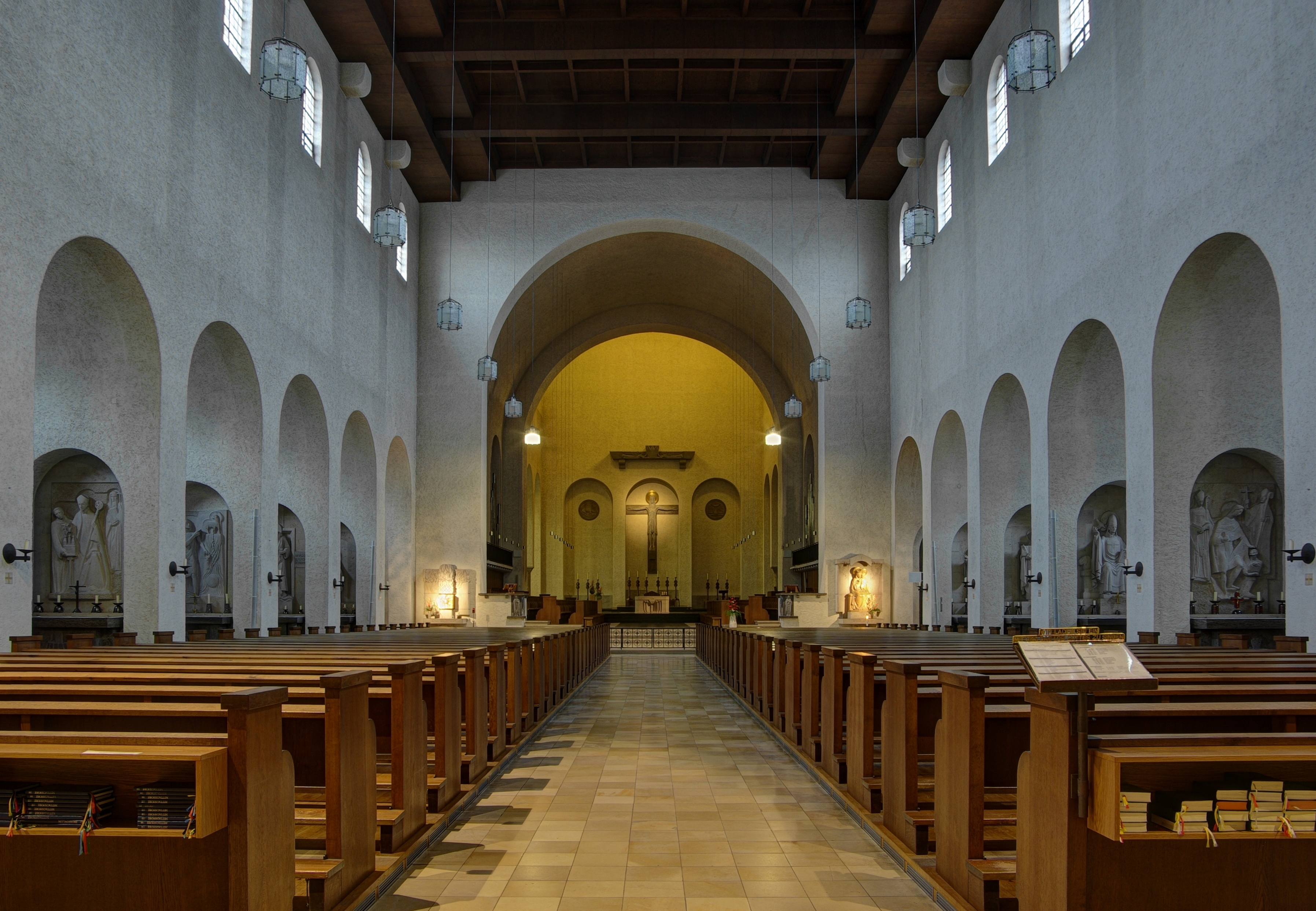
Inneres der Klosterkirche
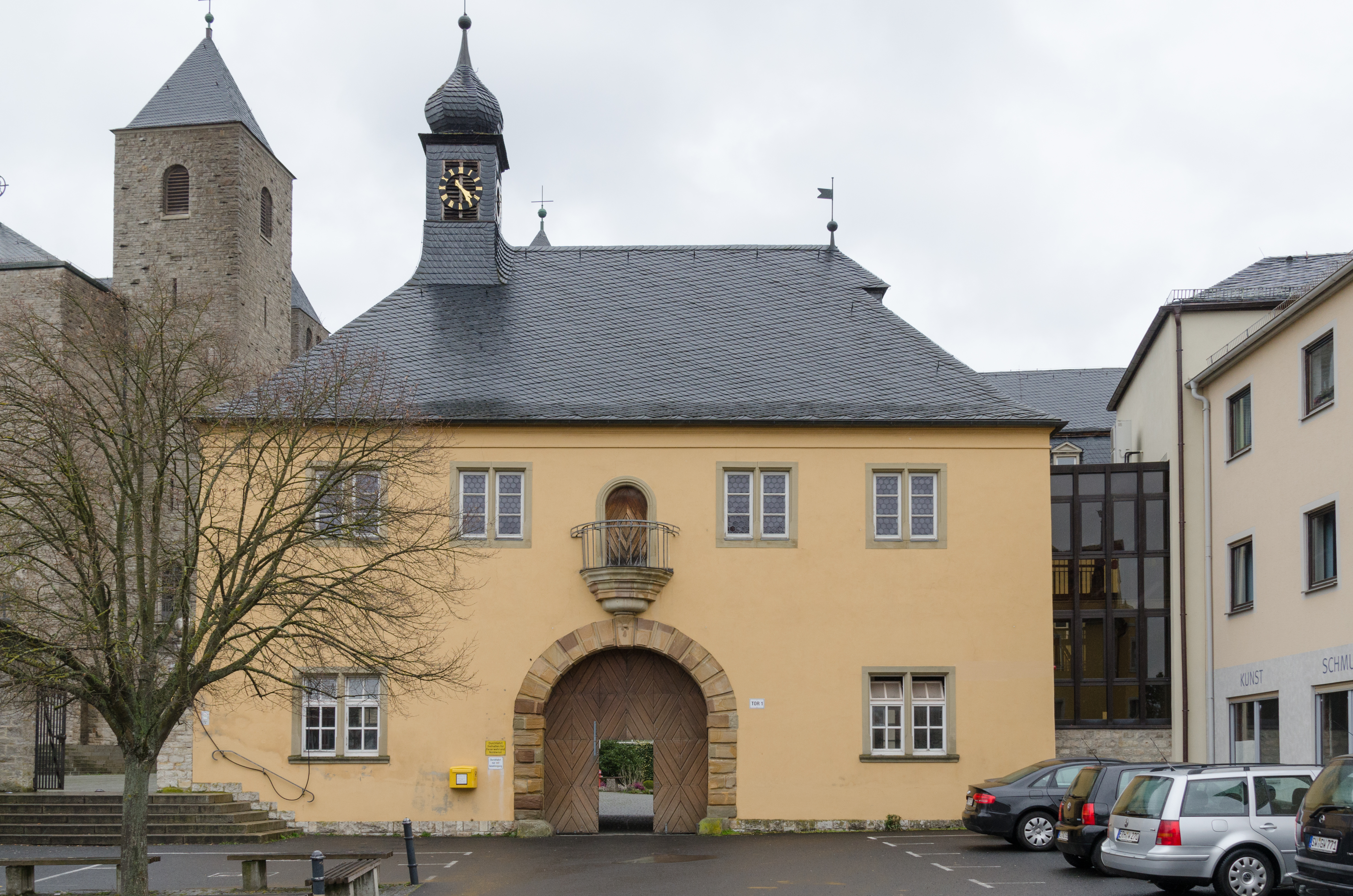
Torhaus des Klosters
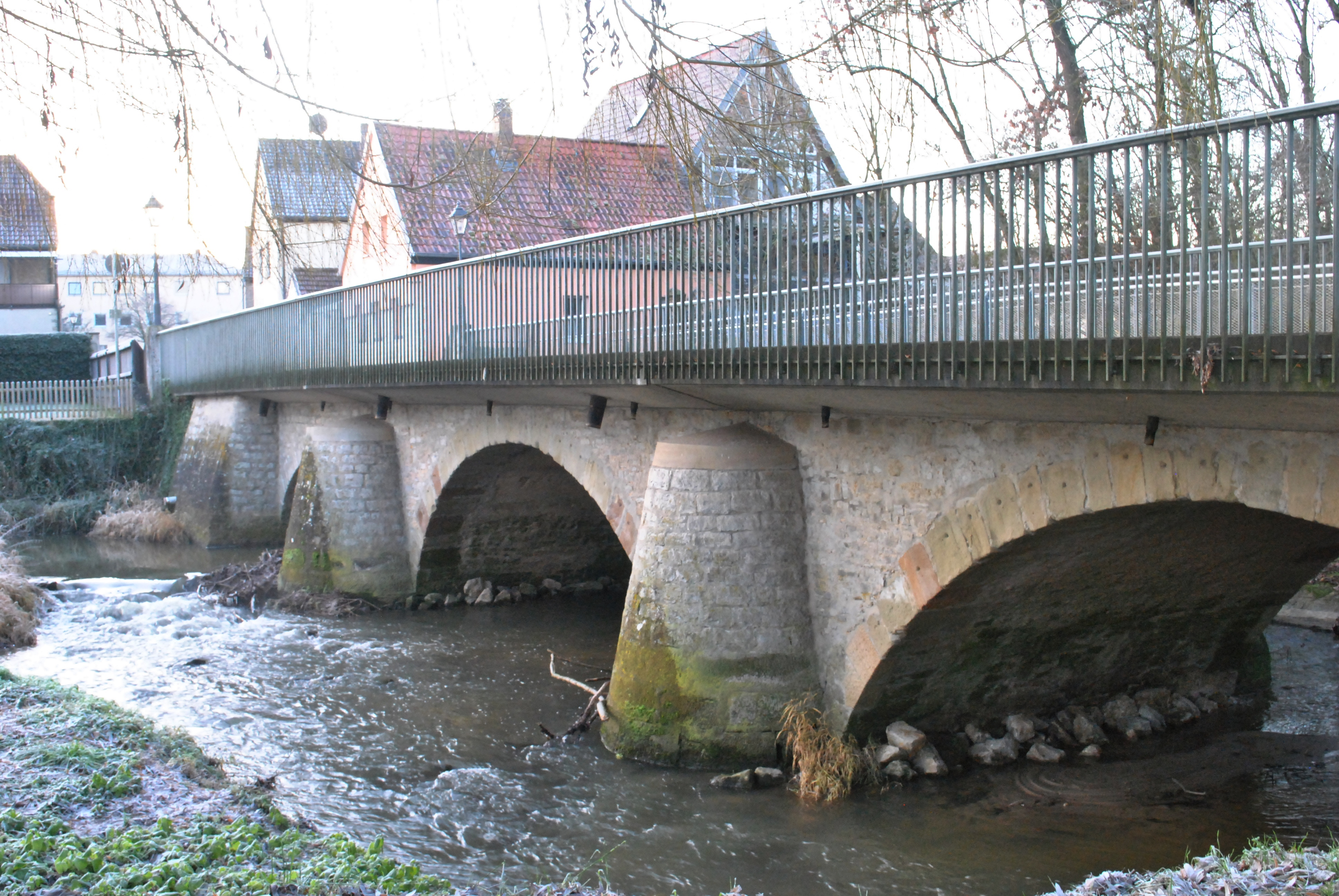
Schwarzachbrücke in Münsterschwarzach
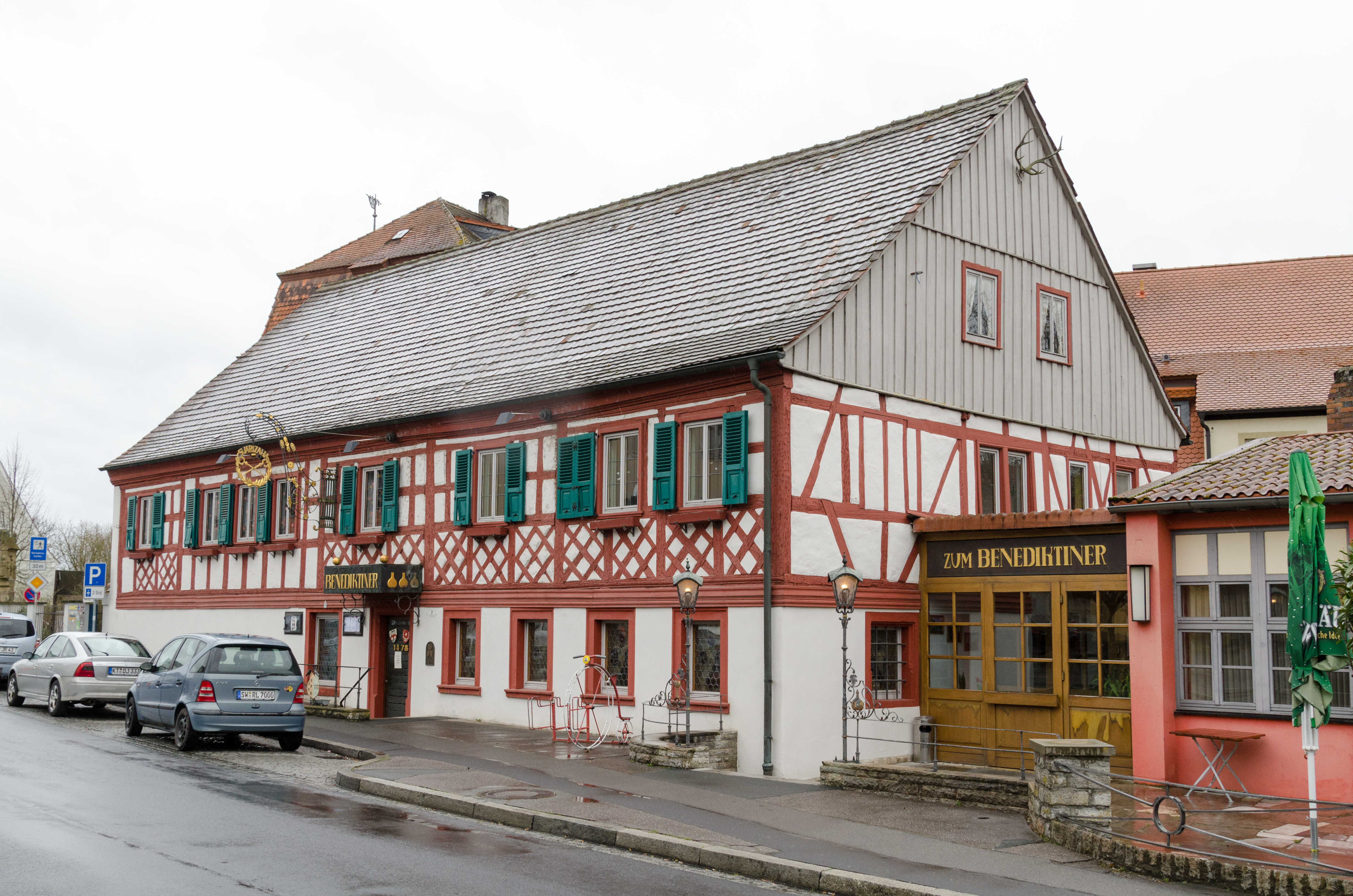
Gasthof Zum Benediktiner
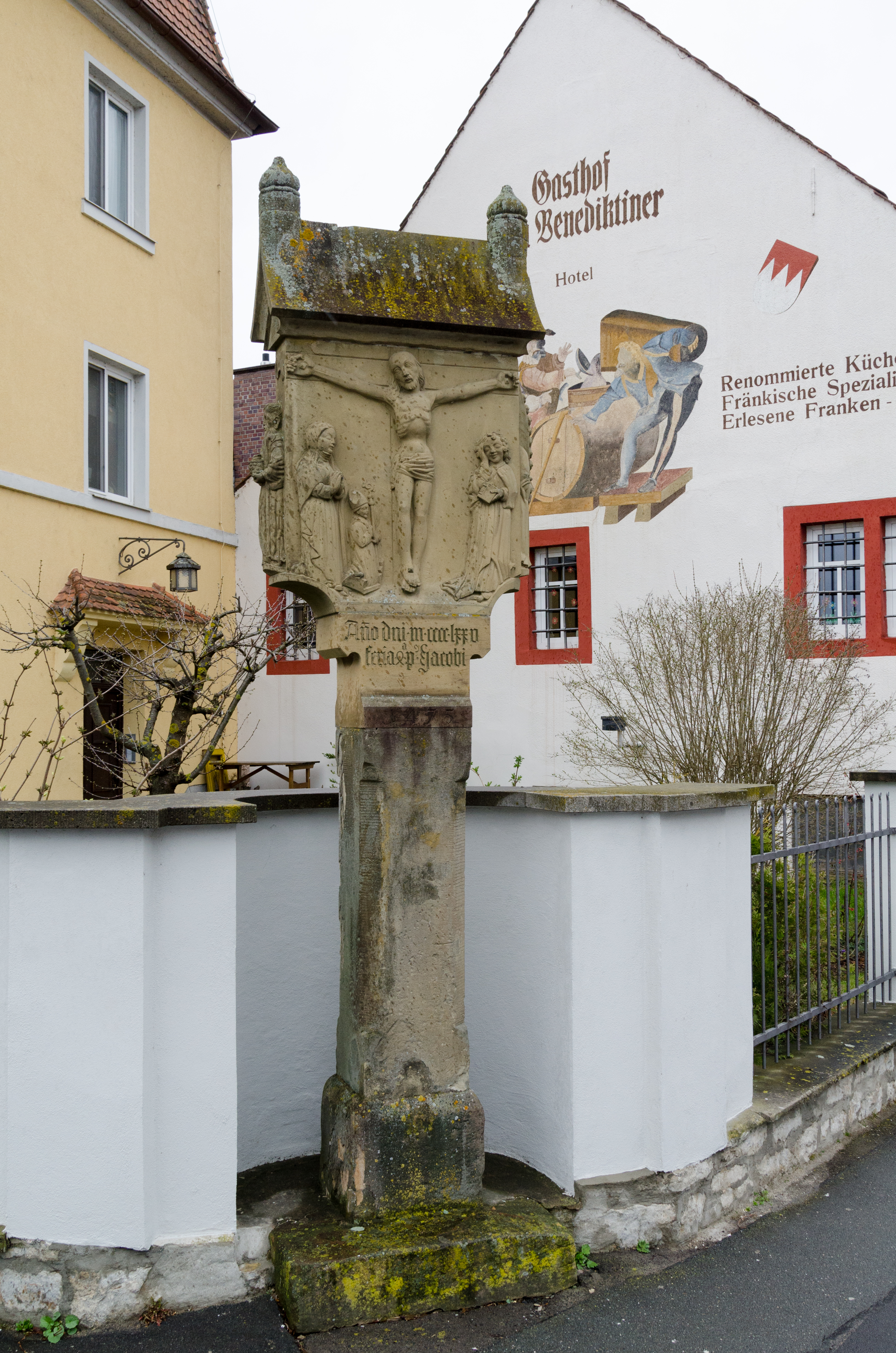
Kreuzigungsbildstock von 1475

### Schwarzachmühlen
Aufgrund der naturräumlichen Ausstattung und der Nähe zur Abtei bestanden in Münsterschwarzach zeitweise fünf Mühlenbetriebe an den kleineren Mainzuflüssen westlich des Klosters. Heute besteht keine dieser Wassermühlen mehr, lediglich die Baulichkeiten der ehemaligen Klostermühle von Balthasar Neumann haben sich erhalten. Durch die Umleitung eines Baches veränderten die Mönche bereits im Mittelalter die Fließgeschwindigkeit der Schwarzach, was die Anlage so vieler Mühlen ermöglichte.
Der Klosterchronist Burkard Bausch berichtet im 17. Jahrhundert, dass 1251 alle Mühlen seiner Zeit bereits bestanden haben sollen. Er verzichtet allerdings auf einen Nachweis seiner Aussage. In der Neuzeit bestanden, neben den beiden Mühlen der Klosterinsassen, die Rhönmühle, die Flechsenmühle (auch Pflötschenmühle, Flätschenmühle) und die Schneidermühle. Die Pflötschenmühle an einem Mühlbach, der von der Schwarzach abzweigte, betrieb noch 1840 zwei Mahlgänge. Die ehemalige Mühle ist heute an der Adresse Weideweg 5 zu finden.

### Kulturelle Einrichtungen des Klosters
Seit 2016 besteht in den Räumlichkeiten der Abtei Münsterschwarzach das sogenannte Informationszentrum. Es übernimmt die Rolle des hier zuvor befindlichen Missionsmuseums und informiert Besucher über die über 1200-jährige Geschichte der Abtei. Daneben wird hier vor allem der Lebensalltag der Mönche von Münsterschwarzach und der Benediktiner im Allgemeinen beleuchtet. Der zentrale Raum dieses Informationszentrums wird von der Silhouette der Abteikirche überragt. Mit dem Vier-Türme-Verlag unterhält die Abtei ein eigenes Unternehmen.
Von einiger kultureller Bedeutung für das Kloster und das umgebende Dorf ist auch die Klostersternwarte. Sie wurde in den 1990er Jahren in einem eigenen Gebäude auf dem Klostergelände etabliert. Hier wird vor allem Forschung zur Positionsbestimmung von Asteroiden, Kometen und nahen Erdobjekten betrieben. Dabei ist die Sternwarte in der weltweiten Organisation der Minor Planet Center eingebunden und besitzt den Code K74. Die Sternwarte trägt die Erkenntnisse über Publikationen und Vorträge einem breiteren Publikum vor.
Mit der Bibliothek der Abtei Münsterschwarzach besteht hinter den Klostermauern die größte Bibliothek im Landkreis Kitzingen und die zweitgrößte im Regierungsbezirk Unterfranken. Die bedeutende Spezialbibliothek besitzt über 100.000 Publikationen und hat mehrere Sammelschwerpunkte. Unter anderem spezialisierte man sich auf Bücher über Schwarzach am Main und Franken. Der Trägerschaft der katholischen Kirche sind die Schwerpunkte Liturgica, Missiologica und Monastica zu verdanken.

## Wirtschaft und Infrastruktur
Die meisten wirtschaftlichen Institutionen in Münsterschwarzach sind eng mit dem Kloster Münsterschwarzach verbunden. Daneben ist der Ort weitgehend in den Strukturen der Auspendlergemeinde Schwarzach am Main aufgegangen. 

### Wirtschaft
Münsterschwarzach bildete lange Zeit das Reservoir für Handwerker, die im Kloster anfallende Arbeiten erledigen konnten. Daneben betrieben die Bewohner Ackerbau. Der hohe Getreideverbrauch der Klosterbewohner führte zur Anlage mehrerer Mühlen, die heute allerdings nicht mehr bestehen. Die verkehrsgünstige Lage in Mittelalter und Früher Neuzeit führte zur Ansiedlung mehrerer Beherbergungsbetriebe, von denen sich heute noch der Gasthof Zum Benediktiner erhalten hat. Um das Kloster entstanden im 20. Jahrhundert Cafés und andere Dienstleistungsbetriebe, die insbesondere von den Radtouristen profitieren.

### Verkehr
Heute ist Münsterschwarzach verkehrlich eher unbedeutend. Allerdings stellte der Ort mit seinem Kloster in Mittelalter und Früher Neuzeit einen Verkehrsknotenpunkt dar. Hier verlief die Geleitstraße zwischen Kitzingen und Schweinfurt. Daneben profitierte die Siedlung von der Furt zwischen Schwarzenau und Münsterschwarzach, die sich später zu einer Fähre zwischen Schwarzenau und Stadtschwarzach entwickelte und zu einem bedeutenden Mainübergang aufstieg. Der Einfluss des Klosters reichte bis in den Steigerwald, sodass regelmäßige Austausch mit diesen Gebieten vonnöten war.
Seit dem Jahr 1997 verläuft die Staatsstraße 2271 als Umgehungsstraße am Dorfkern von Münsterschwarzach im Westen des Dorfes vorbei. Sie bildet die Nachfolgerin der frühneuzeitlichen Geleitstraße und vermittelt in die nächstgelegenen Mittelzentren Kitzingen und Volkach. Das Rückgrat der innerörtlichen Verkehrserschließung bildet dagegen die Kreisstraße KT 11, die durch Münsterschwarzach als Schweinfurter Straße verläuft und auch nach Stadtschwarzach im Süden bzw. Gerlachshausen im Norden vermittelt. Von einiger Bedeutung ist außerdem die Zubringerstraße zur Staatsstraße und ein nur regional genutzter Weg in Richtung der früher zu Reupelsdorf gehörigen Wasenmeisterei.
Durch Münsterschwarzach führen mit dem Main-Radweg und dem Fränkischen Marienweg zwei eher touristisch angelegte Wege, die beide das Kloster zum Ziel haben. Daneben ist der Ortsteil auch ein viel angefahrener Haltepunkt dreier Omnibuslinien der OVF. Es handelt sich um die Linien 8108 (Würzburg-Dettelbach Bhf-Nordheim), 8110 (Kitzingen-Dettelbach/Schwarzach-Volkach) und 9308 (Krautheim-Volkach-Münsterschwarzach). Zwei Haltestellen im Ort werden von den Linien (Münsterschwarzach Parkplatz und Münsterschwarzach Abtei) angefahren.

### Bildung
Heute besteht in Münsterschwarzach mit dem Egbert-Gymnasium die größte Bildungseinrichtung der Gemeinde Schwarzach. Das Kloster war zu allen Zeiten eine bedeutende Bildungsinstitution. Abt Egbert ließ bereits im 11. Jahrhundert die Klosterschule ausbauen. Im 16. Jahrhundert war es wohl auch der klostereigenen Schule zu verdanken, dass nur wenige Mönche sich den reformatorischen Ideen anschlossen. Nachdem nach der Neugründung zunächst keine Bildungsinstitution bestanden hatte, die Schule war lange Zeit in Wipfeld untergebracht, weihte man 1946 eine Knabenschule ein.

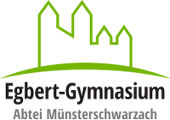
Logo des Egbert-Gymnasiums Münsterschwarzach

Diese Schule bildete den Kern des heutigen Gymnasiums. Zusätzlich entstand 1952 in den Räumlichkeiten des Klosters die katholische Landvolkshochschule „Klaus von Flüe“ der Diözese Würzburg, die sich der Erwachsenenbildung verschrieben hatte. Das Kloster diente jahrzehntelang auch als Ausbildungsstätte für mehrere Handwerksberufe. So bestand außerdem das Internat „St. Plazidus“ hier. Volkshochschule und Ausbildungsstätte wurden geschlossen. Allerdings wandelte man 1981 die Knabenschule in ein privates Gymnasium um. Es wird heute von knapp 850 Schülern und Schülerinnen besucht.
Das kommunale Bildungsangebot umfasste in Münsterschwarzach lediglich die Volks- bzw. Grundschule. Sie wurde allerdings bereits 1938 nach Gerlachshausen ausgelagert, als die beiden Orte sich in einem der frühesten Schulverbände Unterfrankens zusammenschlossen. In den 1960er Jahren einigten sich die Ortsteile der heutigen Gemeinde auf die Bildung eines größeren Verbandes. Die Grundschule Schwarzacher Becken entstand zwischen Münsterschwarzach und Stadtschwarzach am Standort der alten Siedlung am Mohli. Die frühkindliche Bildung wird im Kindergarten St. Felizitas geleistet, den die Kinder aus Gerlachshausen, Dimbach und Münsterschwarzach besuchen.
Münsterschwarzach liegt im Sprengel des Mittelschulverbundes Dettelbach-Volkach und ist der Mittelschule in Dettelbach zugeordnet. Weiterführende Schulen können, neben dem Egbertgymnasium, mit der Mädchenrealschule in Volkach und mit der Realschule in Dettelbach besucht werden. Weitere Gymnasien gibt es in Volkach-Gaibach (Franken-Landschulheim Schloss Gaibach), Wiesentheid (Steigerwald-Landschulheim Wiesentheid) und Kitzingen (Armin-Knab-Gymnasium). Volkshochschulen existieren in Kitzingen und Volkach.

### Vereine und Verbände
Das Kloster dominiert auch die Vereinsstruktur des kleinen Dorfes. So gründete sich als schulischer Sportverein der DJK Egbert-Gymnasium Münsterschwarzach, das aus dem DJK Münsterschwarzach von 1928 hervorging. Außerdem unterhält das Kloster eine eigene Werkfeuerwehr, die ebenfalls 1928 gegründet wurde. Die Abtei unterhält ein Tanklöschfahrzeug (TLF 16/25 mit THL), einen Feuerwehranhänger (FwA-P250), ein Tragkraftspritzenfahrzeug (TSF) und eine Anhängeleiter (AL 18, AL 16/4). Amtierender Kommandant ist Maximilian Grund.
Obwohl der Austausch mit den klösterlichen Vereinen groß ist, existieren nur drei Vereine, die von der Dorfbevölkerung gegründet wurden. Es handelt sich um den Kindergartenverein St. Felizitas, der die Arbeit des örtlichen Kindergartens unterstützt und die Spielvereinigung (SpVgg) Münsterschwarzach-Gerlachshausen. Der Sportverein gründete sich 1950, 1970 entstand, neben der älteren Fußballabteilung, eine Korbballabteilung. Der Sportplatz befindet sich auf Gerlachshäuser Gemarkung. Älter ist die Freiwillige Feuerwehr Münsterschwarzach, die 1875 aus der vorher bestehenden Pflichtfeuerwehr hervorging. Der 1913 entstandene Burschenverein „Frohsinn“ wurde inzwischen aufgelöst.

## Persönlichkeiten

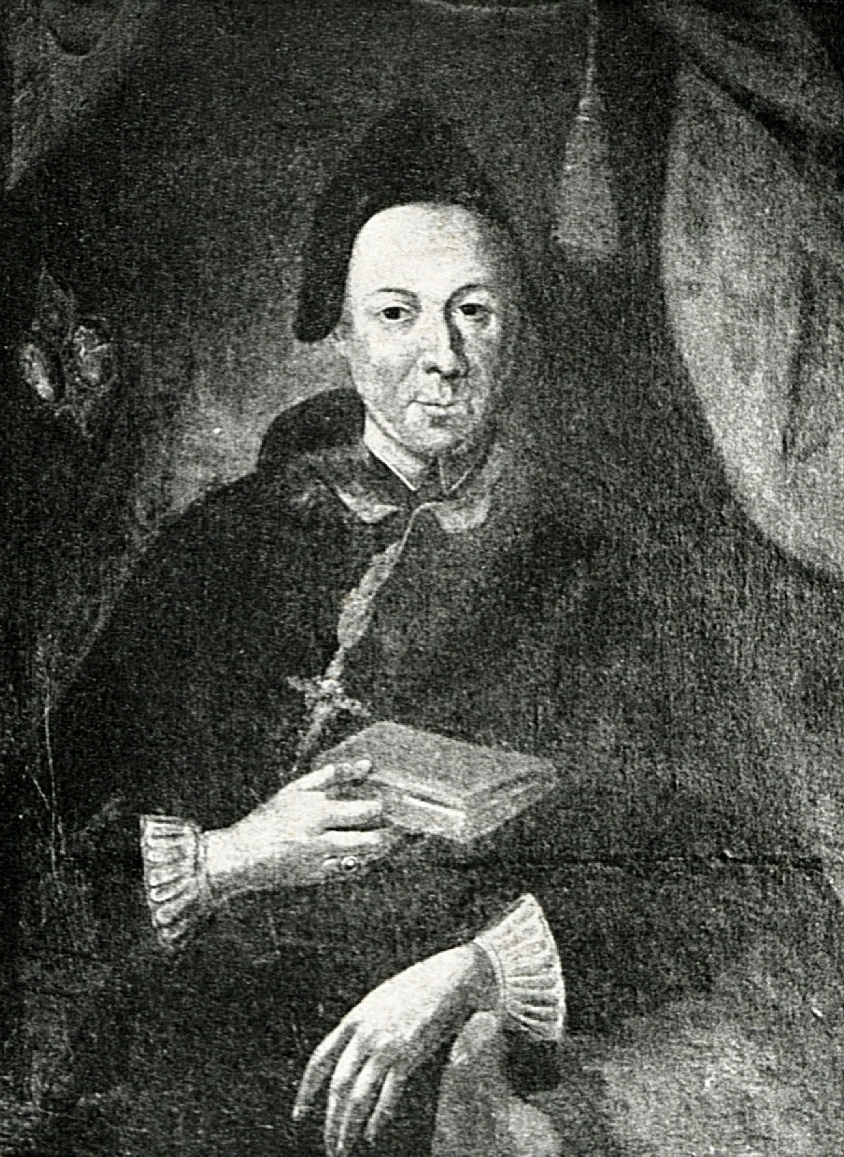
Plazidus Reich als Abt von Neustadt am Main

- Jodokus Jäcklein († 8. März 1560), Abt von Kloster Aura an der Saale (1557–1560), Mönch von Münsterschwarzach[25]
- Plazidus Reich (geboren als Johann Christoph Reich, 1695–1764), Abt der Benediktinerabtei Neustadt am Main
- Georg Joseph Lorenz Beringer (1745–1807), Professor in Bamberg, Domvikar in Würzburg, Fachschriftsteller[26]
- Oskar Schad (1904–1978), Politiker (CSU), Landrat und Bezirkstagspräsident, Schad erhielt die Ehrenbürgerwürde von Münsterschwarzach
- Johannes Mahr (* 1941), Literaturwissenschaftler, unterrichtete 1979 bis 2006 am Egbert-Gymnasium
- Gerdi Glanzner[27] (* 28. März 1941 in Würzburg), Goldschmiedin, Glanzner stellte in ihrem Münsterschwarzacher Atelier eine Nachbildung der Reichskleinodien her
- Brigitte Feldlin (* 15. Januar 1958 in Nürnberg), Basketballspielerin, Feldlin war jahrelang als Trainerin für den DJK des Egbert-Gymnasiums tätig

Eng verbunden mit Münsterschwarzach sind auch die Vorsteher des Benediktinerklosters:
- Liste der Äbtissinnen und Äbte von Münsterschwarzach